# Natação nos Jogos Olímpicos de Verão de 2008 - Revezamento 4x100 m livre feminino
A competição dos 4x100m livre feminino  nos Jogos Olímpicos de Verão de 2008 aconteceram nos dias 9 e 10 de Agosto no Centro Aquático Nacional de Pequim.

## Medalhistas
|  | NED Países Baixos                                                                                        |  | USA Estados Unidos                                                                   |  | AUS Austrália                                                              |
|  | Inge Dekker Ranomi Kromowidjojo Femke Heemskerk Marleen Veldhuis Hinkelien Schreuder* Manon van Rooijen* |  | Natalie Coughlin Lacey Nymeyer Kara Lynn Joyce Dara Torres Emily Silver* Julia Smit* |  | Cate Campbell Alice Mills Melanie Schlanger Lisbeth Trickett Shayne Reese* |

* Nadadores que apenas participaram nas eliminatórias, mas que foram também medalhados.

## Recordes
Antes desta competição, os recordes mundiais e olímpicos da prova eram os seguintes:
| Tipo | Atleta                                                               | Tempo                           | Local     | Data                 | Ref |
| ---- | -------------------------------------------------------------------- | ------------------------------- | --------- | -------------------- | --- |
|      | NED Inge Dekker Ranomi Kromowidjojo Femke Heemskerk Marleen Veldhuis | 3:33.62 53,77 53,61 53,62 52,62 | Eindhoven | 18 de março de 2008  | ver |
|      | AUS Alice Mills Libby Lenton Petria Thomas Jodie Henry               | 3:35.94 54,75 53,57 54,67 52,95 | Atenas    | 14 de agosto de 2004 |     |

## Primeira eliminatória
| # | Pista | Nomes                                                                                          | Tempos                              | Notas |
| - | ----- | ---------------------------------------------------------------------------------------------- | ----------------------------------- | ----- |
| 1 | 3     | CHN China Zhu Yingwen \| Tang Yi \| Xu Yanwei \| Pang Jiaying                                  | 3:36.78 54.53 / 54.29 55.13 / 52.83 | Q AS  |
| 2 | 5     | GER Alemanha Meike Freitag \| Antje Buschschulte \| Daniela Gotz \| Britta Steffen             | 3:37.52 54.53 / 54.29 54.54 / 54.16 | Q     |
| 3 | 4     | AUS Austrália Cate Campbell \| Alice Mills \| Melanie Schlanger \| Shayne Reese                | 3:37.81 54.65 / 54.55 54.69 / 53.92 | Q     |
| 4 | 6     | GBR Grã-Bretanha Francesca Halsall \| Caitlin McClatchey \| Julia Beckett \| Melanie Marshall  | 3:39.18 54.36 / 54.42 55.64 / 54.76 | Q     |
| 5 | 1     | JPN Japão Haruka Ueda \| Misaki Yamaguchi \| Asami Kitagawa \| Maki Mita                       | 3:39.25 55.13 / 54.14 54.47 / 55.51 |       |
| 6 | 8     | ITA Itália Erika Ferraioli \| Federica Pellegrini \| Maria Laura Simonetto \| Christina Chiuso | 3:40.42 56.10 / 53.42 55.97 / 54.93 |       |
| 7 | 2     | RUS Rússia Anastasia Aksenova \| Elena Sokolova \| Daria Belyakina \| Svetlana Karpeeva        | 3:42.52 56.57 / 55.20 55.23 / 55.52 |       |
| 8 | 7     | BRA Brasil Tatiana Lemos \| Flávia Delaroli \| Michelle Lenhardt \| Monique Ferreira           | 3:42.85 55.08 / 56.13 55.90 / 55.74 |       |

## Segunda eliminatória
| # | Pista | Nomes                                                                                                | Tempos                              | Notas |
| - | ----- | --- | ----------------------------------- | ----- |
| 1 | 5     | USA Estados Unidos Kara Lynn Joyce \| Julia Smit \| Emily Silver \| Lacey Nymeyer                    | 3:37.53 54.13 / 54.73 54.81 / 53.86 | Q     |
| 2 | 4     | NED Países Baixos Ranomi Kromowidjojo \| Hinkelien Schreuder \| Femke Heemskerk \| Manon van Rooijen | 3:37.61 54.41 / 55.31 53.58 / 54.31 | Q     |
| 3 | 6     | FRA França Celine Couderc \| Hanna Shcherba-Lorgeril \| Ophelie-Cyrielle Etienne \| Alena Popchanka  | 3:37.76 53.97 / 54.95 54.72 / 54.12 | Q     |
| 4 | 2     | CAN Canadá Julia Wilkinson \| Erica Morningstar \| Genevieve Saumur \| Audrey Lacroix                | 3:38.82 54.48 / 54.38 55.11 / 54.85 | Q     |
| 5 | 3     | SWE Suécia Ida Marko-Varga \| Therese Alshammar \| Anna-Karin Kammerling \| Claire Hedenskog         | 3:40.52 55.04 / 54.80 55.06 / 55.62 |       |
| 6 | 1     | UKR Ucrânia Darya Stepanyuk \| Kateryna Dikidzhi \| Ganna Dzerkal \| Nataliya Khudyakova             | 3:44.72 55.79 / 55.44 56.95 / 56.54 |       |
| 7 | 7     | RSA África do Sul Melissa Corfe \| Wendy Trott \| Mandy Loots \| Katheryn Meaklim                    | 3:51.14 55.93 / 57.83 58.31 / 59.07 |       |
|   |       | BLR Bielorrússia                                                                                     | DNS                                 |       |

## Final
| #                 | Pista | Nomes                                                                                             | Tempos                          | Notas |
| ----------------- | ----- | ------------------------------------------------------------------------------------------------- | ------------------------------- | ----- |
| Medalha de ouro   | 6     | NED Países Baixos Inge Dekker \| Ranomi Kromowidjojo \| Femke Heemskerk \| Marleen Veldhuis       | 3:33.76 54.37/53.39 53.42/52.58 | OR    |
| Medalha de prata  | 3     | USA Estados Unidos Natalie Coughlin \| Lacey Nymeyer \| Kara Lynn Joyce \| Dara Torres            | 3:34.33 54.00/53.91 53.98/52.44 |       |
| Medalha de bronze | 7     | AUS Austrália Cate Campbell \| Alice Mills \| Melanie Schlanger \| Lisbeth Trickett               | 3:35.05 54.43/54.43 53.85/52.34 |       |
| 4                 | 4     | CHN China Zhu Yingwen \| Tang Yi \| Xu Yanwei \| Pang Jiaying                                     | 3:35.64 54.12/54.19 54.64/52.69 |       |
| 5                 | 5     | GER Alemanha Britta Steffen \| Meike Freitag \| Daniela Gotz \| Antje Buschschulte                | 3:36.85 53.38/54.30 55.34/53.83 |       |
| 6                 | 2     | FRA França Celine Couderc \| Alena Popchanka \| Ophelie-Cyrielle Etienne \| Malia Metella         | 3:37.68 54.32/54.54 54.79/54.03 |       |
| 7                 | 8     | GBR Grã-Bretanha Francesca Halsall \| Caitlin McClatchey \| Jessica Sylvester \| Melanie Marshall | 3:38.18 53.81/54.48 55.34/54.55 |       |
| 8                 | 1     | CAN Canadá Julia Wilkinson \| Erica Morningstar \| Genevieve Saumur \| Audrey Lacroix             | 3:38.32 54.33/54.35 54.68/54.96 |       |

Legenda
| Recorde mundial      | Recorde mundial (World record)               |                       | Recorde africano                      | Recorde africano (African) |                                           | Q | Classificado por posição (Qualified) |
| Recorde olímpico     | Recorde olímpico (Olympic record)            | Recorde da América    | Recorde da América (Americas)         | q                          | Classificado por melhor tempo (Qualified) |   |                                      |
| Melhor marca do ano  | Melhor marca do ano (World leading)          | Recorde asiático      | Recorde asiático (Asian)              | DNS                        | Não largou (Did not start)                |   |                                      |
| Recorde nacional     | Recorde nacional (National record)           | Recorde europeu       | Recorde europeu (European)            | DNF                        | Não terminou (Did not finish)             |   |                                      |
| Recorde pessoal      | Recorde pessoal do atleta (Personal best)    | Recorde da Oceania    | Recorde da Oceania (Oceania)          | DSQ / DQ                   | Desclassificado (Disqualified)            |   |                                      |
| Recorde da temporada | Recorde da temporada do atleta (Season best) | Recorde sul-americano | Recorde sul-americano (South America) | NM                         | Sem marca (No mark)                       |   |                                      |